# Provincia Wele-Nzas
La provincia Wele-Nzas è una delle otto province della Guinea Equatoriale, di 192.017 abitanti, che ha come capoluogo Mongomo.
È situata nella parte continentale del paese, nella parte orientale e sudorientale del Rio Muni, limitata a nord dal Kié-Ntem, ad est e a sud dalla provincia gabonese del Woleu-Ntem, e ad ovest con la Provincia Centro Sud.

## Geografia fisica
Si trova geograficamente tra il 1°30' N e l'11°20' E.

## Società

### Evoluzione demografica
La popolazione nel 2001, era di 157.980 abitanti, secondo la Direzione Generale di Statistica della Guinea Equatoriale.

## Geografia antropica

### Suddivisioni amministrative
La provincia è costituita dai seguenti comuni e distretti.

#### Comuni
- Abaamang

- Mongomo
- Nsork
- Añisok
- Akonibe
- Mengomeyén
- Ayene

#### Distretti
- Mongomo (con 56 Consigli di Villaggio)
- Nsork (con 23 Consigli di Villaggio)
- Añisok (con 68 Consigli di Villaggio )
- Akonibe (con 23 Consigli di Villaggio)